# 多根乌头
多根乌头（学名：Aconitum karakolicum）为毛茛科乌头属下的一个种。

## 扩展阅读
- 維基物種上的相關：多根乌头